# Kunzang Choden
Pour les articles homonymes, voir Choden.
Kunzang Choden est une écrivaine bhoutanaise née en 1952 dans le district de Bumthang. Elle écrit en anglais. Sa vie et son œuvre témoignent de son engagement, tant pour la condition des femmes que pour le développement de son pays et la transmission des traditions orales.

## Biographie
Kunzang Choden voit le jour en 1952, année du Dragon, à Bumthang au Bhoutan. Ses parents sont propriétaires terriens. À l'âge de 9 ans, son père l'envoie au Darjeeling en Inde pour poursuivre ses études. Elle y apprend l'anglais. Elle étudie ensuite la psychologie à l'Université de New Delhi puis s'installe aux États-Unis pour achever sa formation en sociologie, à l’Université de Lincoln, dans le Nebraska. À partir de 1990, Kunzang Choden choisit de s'engager dans l'écriture, tant pour dénoncer le statut des femmes dans son pays que pour laisser une trace des traditions orales. Elle est la première bhoutanaise à publier un roman, intitulé Le Cercle du Karma (2007). Par ailleurs, l'auteure s'implique  pour le développement de son pays, en particulier au sein du Programme des Nations unies pour le développement (PNUD). Durant quelque temps, elle exerce aussi le métier d'enseignante. En 2005, elle contribue à élaborer le catalogue du Musée Ogyen Choling de Bumthang, sa ville natale. Kunzang Choden vit actuellement avec son mari suisse à Thimphu, où ils poursuivent ensemble leurs recherches sur les traditions orales bhoutanaises. 

## Sur quelques œuvres

### Le Cercle du Karma (2005)
Le Cercle du Karma, publié en 2005, est son premier roman. L'histoire se déroule dans les années 1950, période de modernisation contrôlée au Bhoutan. Le personnage principal est une femme, contrainte de jongler entre le partage traditionnel des rôles entre hommes et femmes, hérité du passé féodal, et les nouvelles formes de sexisme apparues avec la transformation économique. 
Fille d'un « religieux laïque », maître ès calligraphie, la jeune Tsomo souffre de voir l'accès au savoir réservé aux seuls garçons, conformément à la tradition bhoutanaise. Un an après le décès de sa mère bien-aimée, elle quitte sa famille, arguant de son désir de célébrer la mémoire de sa mère dans un temple éloigné. Elle entame alors une longue odyssée qui la mènera de son village près de Thimphu, jusqu'à Kalimpong en Inde et à Bodh Gaya, haut lieu du bouddhisme. Il s'agit d'un véritable voyage initiatique, en quête de la sagesse promise par les enseignements du Bouddha et traversé d'innombrables épreuves. Écrit par une femme, ce premier roman en provenance du Bhoutan ouvre, avec une franchise et un humour parfois déconcertants, une voie d'accès très originale vers une culture profondément méconnue. 